# Двадесет и първи пехотен средногорски полк
Двадесет и първи средногорски полк е военна част на Българската армия от Третото българско царство, част от състава на 2 Тракийска пехотна дивизия.

## Формиране
Двадесет и първи средногорски полк е формиран в Пловдив под името Двадесет и първи пеши средногорски полк с указ № 11 от 19 януари 1889 година. В състава му влизат от 2-ра и 3-та дружини на 9-и пеши пловдивски полк На 2 октомври 1892 г. полкът е дислоциран в Станимака.

## Балканска война (1912 – 1913)
Към началото на Балканската война командир на полка е полковник Владимир Серафимов. На 15.12.1912 г. полк. Серафимов е назначен за командир на 1-ва бригада на 2-ра пехотна тракийска дивизия. За командир на полка е назначен подполковник Тодор Шарлаганджиев.

### Състав на полка
В състава на полка влизат четири пехотни дружини
- 1-ва (1, 2, 3 и 4-та роти) – командир подполковник Георги Долапчиев
- 2-ра (5, 6, 7 и 8-а роти) – командир подполковник Илия Врачев
- 3-та (9, 10, 11 и 12-а роти) – командир подполковник Тодор Шарлаганджиев
- 4-та (11, 12, 13 и 14-а роти) – командир подполковник Христо Брайков

### Бойни задачи на полка в началото на войната/05.10.1912 г./
1. Отрязване на турските войски от тъй наречения „Тъмръшки клин“, с център Дьовлен /дн. Девин/, застрашително надвиснал над долината на река Марица.
2. Прекъсване на железопътната линия на противника, свързваща Дедеагач със Солун.
3. Да се вземе под български контрол централния път Пловдив, Асеновград, Чепеларе, Рудозем, Ксанти и се осуети евентуален опит на противника да нахлуе в посока Пловдив.

### Боеве на полка в началото на войната
- Бой при връх Модър в Родопите на 05.10.1912 г.-първи изстрел и първи успешен бой на българска военна част в Балканската война.
- Бой на превала Кавгаджик /дн.връх Средногорец – „Родопската Шипка“/ на 21.10.1912 г.за защита на Пашмаклий /дн.град Смолян/ и отразяване настъплението на елитния турски корпус на Явер паша.

## Първа световна война (1915 – 1918)
Полкът взема участие в Първа световна война (1915 – 1918) в състава на 1-ва бригада от 2-ра пехотна тракийска дивизия.
При намесата на България във войната полкът разполага със следния числен състав, добитък, обоз и въоръжение:
| Числен състав                                       | Добитък             | Обоз                                                    | Въоръжение                           |
| --------------------------------------------------- | ------------------- | ------------------------------------------------------- | ------------------------------------ |
| Офицери: 53 Чиновници: 3 Подофицери и войници: 4412 | Коне: 503 Волове: 6 | Обикновени коли: 49 Товарни коли: 155 Специални коли: 3 | Пушки и карабини: 4200 Картечници: 4 |

През ноември и декември 1916 г. и началото на 1917 г., когато полкът води бойни действия източно от завоя на р. Черна, Битолско, част от войниците се разбунтуват и напускат позициите. Осъдени са 504 души, от които 22-ма на смърт чрез разстрел. На 22 октомври 1918 г. полкът се завръща в Пловдив и е демобилизиран.

## Между двете световни войни
На 1 декември 1920 година в изпълнение на клаузите на Ньойския мирен договор полкът е реорганизиран в 21-ва пехотна средногорска дружина. През 1923 година участва в преследване на въстаници в Пещерско и Кюстендилско, а през септември същата година в потушаването на въстанието в Радомирско и Софийско. През 1928 година полкът е отново формиран от частите на 21-ва пехотна средногорска дружина и 2-ра пехотна допълваща част, но до 1938 година носи явното название дружина.

## Втора световна война (1941 – 1945)
През Втора световна война (1941 – 1945) полкът охранява югоизточната граница (1941 и 1943). Взема участие в първата фаза на заключителния етап на войната в състава 2-ра пехотна тракийска дивизия. През септември 1944 година към полка е зачислена гвардейска рота.
По времето когато полкът е на фронта (1912 – 1913, 1915 – 1918, 1944) или охранява югоизточната граница (1941 и 1943) в мирновременния му гарнизон се формира 9-а допълваща дружина. След 9 септември 1944 година се формира 21-ва допълваща дружина.
С указ № 6 от 5 март 1946 г. издаден на базата на доклад на Министъра на войната № 32 от 18 февруари 1946 г. е одобрена промяната на наименованието на полка от 21-ви пехотен средногорски полк на 21-ви пехотен средногорски на полковник Серафимов полк.

## Наименования
През годините полкът носи различни имена според претърпените реорганизации:
- Двадесет и първи пеши средногорски полк (19 януари 1889 – 1892)
- Двадесет и първи пехотен средногорски полк (1892 – 1 декември 1920)
- Двадесет и първа пехотна средногорска дружина (1 декември 1920 – 1928)
- Двадесет и първи пехотен средногорски полк (1928 – 5 март 1946)
- Двадесет и първи пехотен средногорски на полковник Серафимов полк (от 5 март 1946)

## Командири
Званията са към датата на заемане на длъжността.
| № | звание       | име                 | дати                                |
| - | ------------ | ------------------- | ----------------------------------- |
|   | Полковник    | Матинчев            |                                     |
|   | Майор        | Димитър Фиков       | 1891 – 1894                         |
|   | Подполковник | Димитър Кирков      | 29 октомври 1894 – 1897             |
|   | Полковник    | Георги Абаджиев     | от 1900                             |
|   | Полковник    | Анастас Янков       | към 1904                            |
|   | Полковник    | Владимир Серафимов  | 1 септември 1912 – 15 декември 1912 |
|   | Полковник    | Тодор Шарлаганджиев | от 15 декември 1912                 |
|   | Полковник    | Климент Джеров      | 1915 – 3 декември 1916              |
|   | Подполковник | Георги Капитанов    | Първа световна война                |
|   | Полковник    | Йосиф Разсуканов    | Първа световна война                |
|   | Полковник    | Александър Димитров | Първа световна война                |
|   | Подполковник | Георги Саулов       | от 1927                             |
|   | Подполковник | Никола Камячев      | от 1928                             |
|   | Подполковник | Никола Попноев      | към 1930                            |
|   | Подполковник | Крум Колев          | от 1930                             |
|   | Подполковник | Никола Попноев      | към 2 юни 1932                      |
|   | Полковник    | Петър Димков        | 1933 – 1934                         |
|   | Полковник    | Стефан Каров        | 1934 – 1935                         |
|   | Полковник    | Спас Дренски        | 1935 – 1936                         |
|   | Полковник    | Димитър Янчев       | 1936 – 1938                         |
|   | Полковник    | Димитър Костов      | 1938 – 1940?                        |
|   | Полковник    | Борис Петров        | 1940 – 1944?                        |

## Капелмайстори
- Капелмайстор Емануил Манолов
- Капелмайстор маестро Георги Атанасов
- Капелмайстор Иван Касабов
- Ръководител на военнодуховия оркестър Ирджи Ханел
- Капелмайстор Борислав Кисьов
- Капелмайстор Атанас Ангелов

## Известни личности, воювали в състава на 21 пехотен Средногорски полк
- полковник Александър Протогеров /тогава подпоручик/
- подпоручик Дечо Колев /първият офицер, загинал в Балканската война, в боя на Родопската Шипка/
- подофицер Георги Петров /племенник, сестрин син на Апостола на свободата Васил Левски/
- подполковник Иван Цонев Абаджиев – командир на дружина през ПСВ (почетен гражданин на гр. Ловеч)
- генерал-полковник Димитър Стоилов служи като доброволец

Наследник на полка е съществуващият днес 101-ви Алпийски батальон.

## Галерия
- 9-а рота от полка.
- 11-а рота от полка.
- 12-а рота от полка.
- 14-а рота от полка.
- 15-а рота от полка.